# 慕容带
慕容带（?—?），后燕宗室，南北朝北魏官员。

## 生平
慕容带是慕容垂的曾孙，慕容麟之孙，慕容根之子。慕容根投靠北魏，慕容带跟随魏文成帝西巡长安，被征召为作曹尚书。转任平西将军、怀朔镇都大将，官至使持节、平西将军、秦益二州刺史，封沛郡公。

## 家族

### 父
- 慕容根，后燕散骑常侍，北魏攻打后燕，慕容根从中山向北魏投降。

### 女
- 慕容氏（453年—515年10月19日），魏文成帝后宫三夫人之首，魏文成帝死后改嫁元鬱。